# Saint-Maurice-Thizouaille
Saint-Maurice-Thizouaille is een gemeente in het Franse departement Yonne (regio Bourgogne-Franche-Comté) en telt 246 inwoners (2004). De plaats maakt deel uit van het arrondissement Auxerre.

## Geografie
De oppervlakte van Saint-Maurice-Thizouaille bedraagt 2,0 km², de bevolkingsdichtheid is 123,0 inwoners per km².
De onderstaande kaart toont de ligging van Saint-Maurice-Thizouaille met de belangrijkste infrastructuur en aangrenzende gemeenten.

## Demografie
Onderstaande figuur toont het verloop van het inwonertal (bron: INSEE-tellingen).
1. ↑  Populations de référence 2022.